# Cicciolina
Cicciolina (ejtsd: csiccsolina), született Staller Ilona Anna (olaszul: Elena Anna Staller) (Budapest, 1951. november 26. – ) magyar fotómodell, Olaszországban (La) Cicciolina vagy Elena Mercuri néven énekesnő, színésznő és pornószínésznő. Politikai aktivista, az olasz belpolitikai élet résztvevője, 1987–1992 között (ismét polgári neve alatt) az Olasz Köztársaság parlamenti képviselője, zenei műsorok közreműködője, televíziós személyiség, környezet- és állatvédő aktivista. A kemény pornófilmes szereplést képviselői hivatali ideje alatt is folytatta. Számos, közbotrányt okozó megnyilatkozásáról is ismert. A magyar bulvársajtóban gyakran használt beceneve Husika, a maga választotta „Cicciolina” művésznév megfelelője.

## Életpályája

### Ifjú évei szülőhazájában
Staller Ilona Anna Kőbányán született. Édesapja, Staller László elhagyta családját még Ilona kislánykorában. Anyjának második férje, Ilona mostohaapja, a magyar Belügyminisztérium tisztviselője volt. Édesanyja szakképzett bábaasszonyként dolgozott.
13 éves korában (1964-től) az MTI állami hírügynökség fotószolgálatánál (MTI-Foto) kezdett dolgozni, mint fotó- és divatmodell. Saját nyilatkozata szerint 14 éves korában már szexuális kapcsolata volt. Nagykorúvá válása után a belügyi hatóság által fenntartott hölgyvendég-szolgálatnak dolgozott. Az 1960-as évek végétől a budapesti Duna Intercontinental luxusszállodában kapott szobaasszonyi állást. Későbbi emlékirataiban és egy 1989-ben adott TV-interjúban beismerte, hogy ebben az időben a magyar állambiztonsági szolgálat megbízásából a szállodában lakó amerikai diplomatákkal ismerkedett, és róluk adatokat szolgáltatott megbízóinak.

### Erotikus színésznőként
Az 1970-es évek elején névházasság révén Olaszországba költözött, és állampolgárságot szerzett. Megismerkedett Riccardo Schicchi pornófilm-rendezővel, akitől később filmszerepeket is kapott. 1973 elején a Radio Luna nevű adón beszélgetőműsort kapott, „Voulez-vous coucher avec moi?” („Akarsz-e lefeküdni velem?”) (francia nyelvű) címmel. Ebben a rádióadásban használta először eredeti neve helyett az olaszosan csengő, pajzán „Cicciolina” művésznevet, amely laza fordításban kb. „husikát” jelent. Rövid időn belül széles körű ismertséget szerzett. Férfirajongói táborát is „cicciolini”-nek szólította, ami kb. „husikák” címzésnek felel meg. Később, politikusi működésének idején olasz parlamenti képviselőtársait is ugyanígy szólította. A magyar bulvársajtó előszeretettel használja a Husika becenevet.
1970–1975 között apróbb mellékszerepeket kapott olasz filmvígjátékokban. 1974-ben mellékszereplő volt a Magyarországon is bemutatott Az előkelő alvilág (Un uomo, una città) c. krimiben (rendezte Romolo Guerrieri).
Saját neve alatt először 24 éves korában, 1975-ben debütált, Michele Massimo Tarantini rendező „La Liceale” c. erotikus játékfilmjében, ahol Cicciolina egy diáklányt, Gloria Guida leszbikus osztálytársnőjét alakította, számos meztelen megjelenéssel. 1978-ban nyilvános botrányt okozott az állami RAI televízióban, amikor annak „C’era due Volte” c. egyenes élő adásában felfedte meztelen keblét. Ilyesmire addig nem volt példa olasz televíziós adásban. Később ez a habitus egyébként szokásává vált. Aktivistaként, politikusként is gyakran adott interjút vagy tartott beszédet hallgatóság és kamerák előtt is úgy, hogy közben egyik keblét „közszemlére tette”.
1976-ban Natasa kis szerepében feltűnt Alberto Lattuada rendező a Kutyaszív (Cuore di Cane) című filmdrámájában, Elena Mercuri néven szerepel a stáblistában. A film főszereplője Max von Sydow volt.
1976-ban Cicciolina testhez álló kis szerepet kapott Jancsó Miklós olasz–magyar–jugoszláv koprodukciós filmjében, a Magánbűnök, közerkölcsök című filmdrámában, a nagy orgiajelenet egyik (névtelen) női résztvevőjeként.
1978-ban Laura Gemser mellett egyik főszereplője volt Franco Bottari rendező Voglia di Donna c. erotikus filmvígjátékának. 1979-ben Marcello Aliprandi rendező Meztelen vakáció (Senza buccia) című romantikus komédiájában már a főszereplők között tűnt fel, barátnőjével, Lilli Caratival együtt, a film címéhez hűen, szinte mindvégig meztelen jelenetekben.

### Pornószínésznői pályája
Első pornográf filmszerepét 27 évesen, 1979-ben forgatta, Amasi Damiani és Bruno Mattei „Cicciolina amore mio” c. filmjében, következett a Bedtime stories (1979). Majd „összejött” régi felfedezőjével, Riccardo Schicchivel, aki saját pornófilm-vállalatán, a Diva Futurán keresztül további filmekben szerepeltette. Elkészült a Conchiglia dei desideri (1983), az Il pornopoker (1984), az I racconti sensuali di Cicciolina (1985) és a Cicciolina Number One (1986), az utóbbiban az extrém hardcore bevállalásairól híressé lett Denise Dior mellett.
1987-ben Michalis Lefakis rendezésében két videofilm (Cicciolina Show, Cicciolina – Kafto kalokairi) főszerepeit játszotta el, a nála 16 évvel fiatalabb Malù pornószínésznővel
1987-ben Riccardo Schicchi megrendezte a Carne bollente (angolul: The Rise and Fall of the Roman Empress) c. pornófilmet, amelyben Cicciolina a különleges testrész-méretéről híres John Holmes-szal együtt játszotta a főszerepet, más nemzetközi sztárok, Tracey Adams, Amber Lynn, Cody Nicole mellett. Ugyanebben az évben Giorgio Grand rendezővel forgatta a The Devil in Mr Holmes-t, ahol ugyancsak John Holmes volt a férfi főszereplő, Cicciolinával és nemzetközi sztárokkal (Tracey Adams, Karin Schubert, Amber Lynn, Ginger Lynn) körülvéve. E két film női szereplőit kellemetlen meglepetés érte. A film elkészülte után Holmes felfedte, hogy már a forgatás alatt is HIV-pozitív volt. Cicciolina szerencsére nem kapta el a betegséget, és 1992-ben született fia is egészségesen jött a világra.
1987-ben Milánóban megjelentek Cicciolina emlékiratai, Confessioni erotiche di Cicciolina címmel. (Ebben az évben választották meg az olasz parlament képviselőjévé).
1987-ben újabb Riccardo Schicchi-filmben, a Banane al cioccolató-ban volt főszereplő. 1988-ban Arduino Sacco rendező La bottega del piacere c. filmjében is nemzetközi sztárok mellett a Moana Pozzival együtt szerepelt, akivel évekre szóló, szoros barátságot kötött. 1989-ben újabb Schicchi-film következett, a Telefono rosso. A következő évben, 1990-ben Cicciolina több filmben Moana Pozzival közösen szerepelt (Tutte le provocazioni di Moana, Rise of the Roman Empress 2, Backfield in Motion), Cicciolina e Moana „Mondiali”). Negyvenedik évét betöltve, 1992-ben leforgatta a Ho scopato un’aliena és a Le donne di Mandingo c. pornófilmeket, utóbbiban Ron Jeremy és Moana Pozzi partnereként.
Cicciolina 1992-ben forgatta utolsó kemény pornófilmes szerepét, az 1994-ben megjelent Carcere amori bestiali-ban, amelyet Riccardo Schicchi rendezett, és amelyben Cicciolina „önmagát”, azaz Cicciolina parlamenti képviselőnőt alakította, Miss Pomodoro és Rocco Siffredi társaságában. A filmet Schicchi filmvállalata, a Diva Futura forgalmazta. Két évtizedes pornószínésznői működése során a korabeli szexipar legismertebb férfisztárjaival dolgozott közös jelenetekben, így John Holmes-szal, Ron Jeremyvel, Peter North-szal, Rocco Siffredivel és másokkal. Visszavonulása időben egybeesik 1992-es (harmadik) házasságkötésével és gyermekének megszületésével.
Cicciolina meztelen fotói megjelentek Playboy magazin több kiadásában, több országban. Elsőként a Playboy argentínai kiadásában láttak világot fotói, 1988 márciusában. Fotósorozatai megjelentek még az amerikai Playboyban (1990. szeptember), a magyar (2005. júniusi), a szerbiai (2005. júliusi) és a mexikói (2005. szeptemberi) Playboy-kiadásokban is.

### Utolsó filmjei
1990-ben Magyarországon forgatott, Hartai László Aszex című filmjében kapott szerepet, saját magát alakította.
1994-ben megjelent a Replikator c. science-fiction filmben, mint Miss Tina Show, 1996-ban még egy kis mellékszerepet játszott Xica da Silva c. brazil televíziós szappanopera-sorozatban, mint Ludovica di Castelgandolfo di Genova hercegnő. 2008-ban részt vett a brit „Strictly Come Dancing” című televíziós táncverseny argentínai másolatán, a „Bailando por un Sueño” táncversenyen, de vissza kellett lépnie, mert a selejtezők során elesett és eltörte egyik bordáját.

### Politikai pályafutása Olaszországban

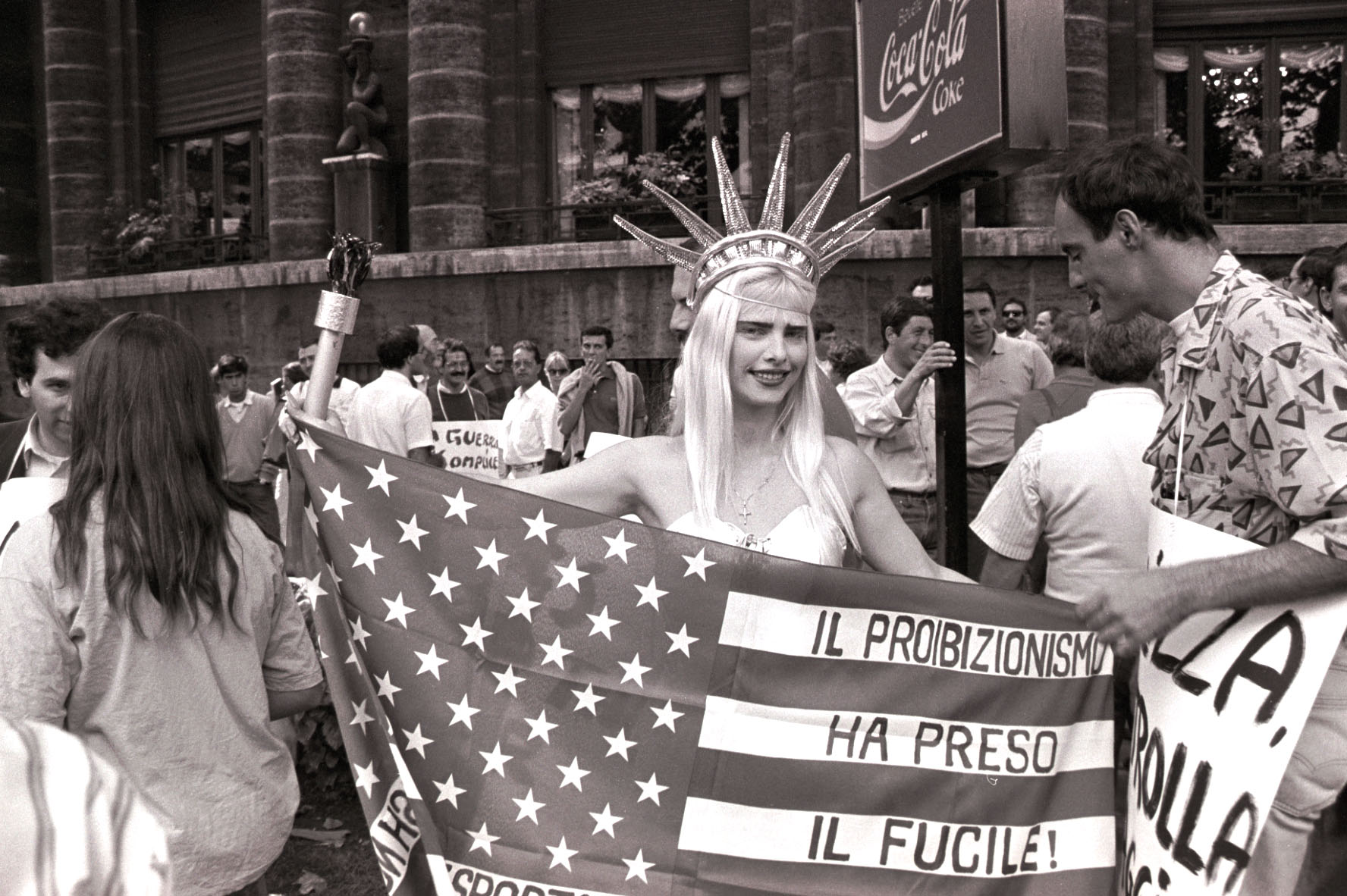
A szexualitással kapcsolatos korlátozások eltörléséért tartott demonstráció aktivistája (Róma, 1989)

1979-ben Cicciolina – polgári nevén, Ilona Stallerként – listavezető jelöltként indult a parlamenti képviselőválasztáson, Olaszország első „zöld” pártja, a Lista del Sole színeiben. 1985-ben átlépett az Olasz Radikális Pártba (Partito Radicale). A libertariánus platform tagjaként ellenezte az atomenergia felhasználását, Olaszország NATO-tagságát, és fellépett az emberi jogok biztosításáért és kiterjesztéséért. Fellépett különböző alulreprezentált csoportok érdekében, támogatta az állatvédelmet, ostromozta a világ tömegeinek éhezését. (Ő maga szigorúan vegetáriánus volt). Kampánybeszédei és interjúi közben rendszeresen alkalmazta egyik mellének lemeztelenítését, ez a mozdulat szinte személyes ismertetőjegyévé vált.
1987-ben a Radikális Párt színeiben bejutott az olasz parlamentbe. Mintegy 20 000 szavazatot szerzett. Ebben az időben a képviselői helyekből a nők csupán 6,5%-ot birtokoltak, Cicciolina teljesítményét ennek tükrében is érdemes értékelni. Képviselői hivatali ideje alatt különböző akciókkal került reflektorfénybe.
Saját pornográf show-műsorát, a Perversione-t a prüdéria elleni harc szolgálatába állította, közreműködéseit képviselői hivatali ideje alatt is folytatta. Általában véve a vidám életigenlés, a eroticizmus és hedonizmus hirdetője volt. A Riccardo Schicchivel közösen kiadott emlékirataiban az erotika és a szex élvezetét az élet alapvetően fontos területének nevezte, amelynek gyakorlására és tovább adására mindenkinek képessé kellene válnia.
Számos nyilvános botrányt provokált. 1988-ban Velencében félmeztelenül felmászott Colleoni lovasszobrára, hogy összegyűlt rajongóit kebleinek látványában részesítse. A velencei bíróság „nyilvános helyen elkövetett megbotránkoztató cselekmény” elkövetése miatt öt hónapos elzárásra ítélte, felfüggesztve.
1991 elején, az Öbölháború kirobbanása előtt nyilvánosan felajánlotta Szaddám Huszein iraki elnöknek, hogy nemi kapcsolatba lépne vele, ha elengedi külföldi túszait. A túszok később Cicciolina közreműködése nélkül kiszabadultak. Ugyanebben az évben, képviselői megbízatásának lejártakor nem választották újra.
1991-ben Cicciolina és elvbarátai megalakították az olasz Szerelempártot (Partito dell’Amore), amelynek frontembere Moana Pozzi pornósztár (1961–1994) lett, Cicciolina színésztársa, bizalmas barátnője, aki 1994-ben rákbetegség következtében fiatalon meghalt. Az új párt nem jutott be a parlamentbe.

### Politikai próbálkozásai itthon és külföldön
2002 januárjában, a magyarországi országgyűlési választások során Cicciolina, ismertségére és népszerűségére építve, kampányt indított, hogy képviselő-jelöltséghez jusson saját szülőhelyén, Budapesten, a kőbányai választókerületben. A szegények, otthontalanok és a nyugdíjasok helyzetének javítását és az egészségügyi rendszer feljavítását ígérte. Korabeli sajtóértesülések szerint az MSZP-vel és Schmuck Andor Új Baloldal pártjával is tárgyalást folytatott támogatásért, de sikertelenül. Kampánybeszédei közben itt is rendszeresen élt szokásos figyelem-felkeltő eszközével, fél mellének bemutatásával. Végül nem tudott elegendő számú jelölőcédulát összegyűjteni.
Ugyanebben az évben, 2002-ben Lombardiában, a monzai önkormányzati választáson is indult, programjában azt ígérte, a város egyik középületét játékkaszinóvá építteti át, de ezzel kevés szavazót nyert meg. 2004-ben bejelentette, hogy ugyanilyen választási programmal indulni fog a milánói polgármester-választáson is (erre nem került sor).
A személye iránti halványuló érdeklődést bizarrnak tűnő nyilatkozataival igyekezett ellensúlyozni. 2002 októberében, az iraki háború előestéjén nyilvánosan megújította Szaddám Husszeinnek 1991-es szexajánlatát. 2006 áprilisában Oszáma bin Ládennek is felajánlotta saját testének használatát, békekötés fejében. 2022-ben, az ukrajnai háború idején Putyinnak is felajánlkozott a béke érdekében.
Cicciolina ma is aktívan ténykedik különböző (főleg olaszországi) társadalmi szövetségekben. Altruista jellegű nyilatkozataiban tiltakozik az atomenergia felhasználása ellen, küzd a teljes szexuális szabadság jogáért, amelybe beleérti a börtönben ülők szexhez jutásának jogát is. Támogatja a bordélyházak legalizását. Elutasítja a társadalmi erőszak minden formáját, a halálbüntetést és az állatkísérleteket is. Engedélyezné a kábítószer-fogyasztást, eltörölné a cenzúra minden fajtáját, bevezetné az iskolákban a szex oktatását, objektív felvilágosítást követel az AIDS-ről. Többször tett javaslatot a gépjárműadó jelentős növelésére, hogy ebből környezetvédelmi projekteket lehessen finanszírozni.

### Házasságai
Alig 18 évesen, 1968-ban Budapesten, az Ecseri úti templomban feleségül ment a nála sokkal idősebb Salvatore Martinihez. A névházasság révén elhagyhatta a Magyar Népköztársaságot, olaszországi letelepedési engedélyhez és állampolgársághoz jutott. Martinitól később elvált (egyházi házassága azonban érvényben maradt).
1991-ben feleségül ment Jeff Koons amerikai képzőművészhez (object artist). Műveiben Koons a házasélet intim részleteire összpontosított. Made In Heaven cím alatt „tabumentes” szobrokon, nagy méretű festményeken és részletekbe menő fotókon örökítette meg önmagát és Cicciolinát a nemi érintkezés különféle fázisaiban. Koons álláspontja szerint nem megbotránkoztatni akart, hanem az örök szépséget provokatív módon hirdetni és hangsúlyozni. Így születtek pl. a Koonst és Cicciolinát Ádámként és Évaként ábrázoló képek, köztük az, amelyen a művész Masaccio Kiűzetés a Paradicsomból című festményének beállítását alkotta újra. A Koons műveit kísérő (elismerő vagy becsmérlő) kritika a nemzetközi művészeti életben világméretű ismertséget hozott a művésznek és a művésznőnek is.
A Koons-szal kötött együttélés 1992-ben megromlott, de november 29-én New Yorkban megszületett közös gyermekük, Ludwig Maximillian. Ahogy már korábban többször is Cicciolina a gyermekkel együtt elköltözött férjétől, 1993 októberében Rómába utaztak. Koons hiába kérte, hogy térjenek vissza hozzá, ezért Rómába utazott és magának követelte fiát, akit saját legnagyobb mesterművének, „biológiai szobrának” minősített, de a felügyeleti kérelmét elutasították. Ennek ellenére Koons fiával visszautazott New Yorkba, majd hosszú gyermek-elhelyezési per kezdődött, amelynek végén 1998-ban Ludwig (aki amerikai állampolgár) az anyjánál maradhatott, de apja rendszeres láthatási jogot kapott. 2008-ban Cicciolina keresetet indított Koons ellen, gyermektartási díjak elmaradása miatt. Az USA-ban kötött (második) házassága az olasz törvények szerint Olaszországban érvényes maradt, a válás kimondására egy évtizedet kellett várni.
Harmadik (polgári) házasságát 2009 februárjában Rómában kötötte, a nála 25 évvel fiatalabb Luca di Carlo sztárügyvéddel. Mivel első házasságát, még Budapesten egyházi szertartás szerint is megkötötte, Luca di Carlóval nem esküdhetett templomban. A harmadik férj képviseli Cicciolinát a második, amerikai férjével szemben indított gyermek-eltartási perben. A per lefolytatását nehezíti, hogy a volt színésznő nem utazhat személyesen az Egyesült Államokba, mert gyermekével együtt illegálisan távozott onnan, így visszatérés esetén letartóztatás fenyegeti.

### Nyugdíjban
2011. november 26-án Cicciolina betöltötte 60. életévét, és az olasz képviselőházban eltöltött 4 év képviselői munkaviszonya alapján jogosulttá vált az évi mintegy 39 000 eurós képviselői szolgálati nyugdíjra. Az olasz sajtóban és közvéleményben felháborodást váltott ki a hír. Nyilatkozataiban Cicciolina megalapozottnak tartja járandóságát: „Keményen dolgoztam, a munkám nem csak unga-bunga volt.”
2018-ban beperelte a Google-t, amiért a nevére rákeresve számtalan találat utalt a régi pletykára, amely egy lóval hozta hírbe. Cicciolina állítása szerint ilyen film nem létezik és lóval soha nem csinált semmit.

## Filmjei
Színésznőként
- 1970 : Incontro d'amore / Avventura a Bali, rend. Paolo Heusch, Ugo Liberatore (Elena Mercury)
- 1974 : Az előkelő alvilág (Un uomo, una città) rend. Romolo Guerrieri (szőke prostituált)
- 1974 : 5 donne per l’assassino, rend. Stelvio Massi (Elena Mercuri néven, mint Tiffany)
- 1975 : L’ingenua, rend. Gianfranco Baldanello (Angela)
- 1975 : Il cav. Costante Nicosia demoniaco ovvero: Dracula in Brianza, rend. Lucio Fulci (Gianka)
- 1975 : ...a tutte le auto della polizia, rend. Mario Caiano (egy prostituált)
- 1975 : La supplente, rend. Guido Leoni, (Elena Mercuri néven)
- 1975 : La liceale (The Teasers / Flotte Teens und heiße Jeans), fősz. Gloria Guida, rend. Michele Massimo Tarantini, (Monica)
- 1976 : Kutyaszív (Cuore di cane), fősz. Max von Sydow, rend. Alberto Lattuada (Elena Mercuri néven, mint Natasa)
- 1976 : Inhibition, rend. Paolo Poeti, (Ilona Staller néven, mint Anna)
- 1976 : I prosseneti, rend. Brunello Rondi, (Ilona Staller néven, mint Lyl)
- 1976 : Magánbűnök, közerkölcsök (Vizi privati, pubbliche virtù), fősz. Balázsovits Lajos, Teresa Ann Savoy, rend. Jancsó Miklós, (Egy nő az orgián)
- 1976 : Bestialità, rend. Peter Skerl (Ilona Staller néven)
- 1977 : Emanuelle gialla / Il mondo dei sensi di Emy Wong, rend. Bitto Albertini, (Helen Miller / Helga)
- 1978 : Voglia di donna, fősz. Laura Gemser, rend. Franco Bottari (Cicciolina)
- 1979 : Dedicato al mare Egeo, rend. Masuo Ikeda, (Anita)
- 1979 : Szombat esti máz (John Travolto... da un insolito destino, rend. Neri Parenti (Ilona)[37]
- 1979 : Meztelen vakáció (Senza buccia), rend. Marcello Aliprandi (Trella), Lilli Caratival.
- 1979 : Cicciolina amore mio, rend. Bruno Mattei, (Cicciolina)
- 1983 : La conchiglia dei desideri, (Cicciolina)
- 1984 : Porno poker, rend. Riccardo Schicchi (Cicciolina)
- 1986 : I racconti sensuali di Cicciolina, rend. Riccardo Schicchi (Cicciolina)
- 1986 : Cicciolina number one, fősz. Denise Dior, rend. Riccardo Schicchi (Cicciolina)
- 1986 : Banane al cioccolato, rend. Riccardo Schicchi, (Cicciolina, mint önmaga)
- 1986 : Telefono rosso, rend. Riccardo Schicchi, (Cicciolina, mint önmaga)
- 1987 : Cicciolina Show, videófilm, fősz Malù, rend. Michalis Lefakis Jr. (Cicciolina)
- 1987 : Cicciolina – Kafto kalokairi, videófilm, fősz Malù, rend. Michalis Lefakis Jr. (Cicciolina)
- 1987 : Carne bollente, fősz. John Holmes, Tracey Adams, Amber Lynn, rend. Riccardo Schicchi (Cicciolina, mint önmaga)
- 1988 : La bottega del piacere, fősz. Moana Pozzi, Amber Lynn, rend. Arduino Sacco (Cicciolina, mint önmaga)
- 1988 : Diva fősz. Baby Pozzi, rend. Nicholas Moore (Cicciolina, mint önmaga)
- 1989 : L’ultimo Tango Anale, fősz. Rocco Siffredi, Ron Jeremy, rend. Nicholas Moore (Cicciolina, mint önmaga)
- 1990 : Tutte le provocazioni di Moana, fősz. Moana Pozzi, rend. Arduino Sacco (Ilona Staller néven)
- 1990 : The Rise of the Roman Empress II (Vogliose e insaziabili), fősz. Moana Pozzi, Ebony Ayes, rend. Jim Reynolds (Ilona Staller, mint Cicciolina)
- 1990 : Backfield in Motion, videofilm, fősz. Moana Pozzi, Ebony Ayes, rend. Jim Reynolds (Ilona Staller, mint Cicciolina)
- 1990 : Aszex, rend. Hartai László, (Ilona Staller, mint Cicciolina)
- 1990 : Cicciolina e Moana ai Mondiali, fősz. Ron Jeremy, Moana Pozzi, rend. Jim Reynolds (Ilona Staller, mint Cicciolina)
- 1990 : Le donne di Mandingo, fősz: Ron Jeremy, Moana Pozzi, rend. Jim Reynolds (Cicciolina, mint önmaga)
- 1991 : Carcere amori bestiali, fősz. Rocco Siffredi, rend. Riccardo Schicchi, (Cicciolina néven, mint Cicciolina parlamenti képviselőnő)
- 1992 : Ho scopato un’aliena, video, fősz. Rocco Siffredi, rend. Mario Bianchi (Cicciolina, mint önmaga)
- 1994 : Replikator, sci-fi, rend. Philip Jackson (Cicciolina néven, mint Miss Tina Show)
- 1996 : Xica da Silva, brazil tv-sorozat, (Cicciolina néven, mint Ludovica de Castelgandolfo hercegnő)

Rendezőként
- 1989 : Diva Futura, l’avventura dell’amore, rendezők Staller Ilona és Arduino Sacco.

## Hanglemezei
Nagylemez (LP, CD)
- 1979 – Ilona Staller, RCA Italiana, PL 31442
- 1987 – Muscolo rosso, BOY RECORDS (csak Spanyolországban adták ki)
- 2000 – Ilona Staller, Sequel Records/Castle Music, NEMCD398 (Nagy-Britanniában I was made for dancing).

Kislemez
- 1976 : Voulez vous coucher avec moi?, Nuovo Playore 1º Radio Rete 4, Radio Luna.
- 1979 : I was made for dancing / Più su sempre più su, RCA Italiana, PB 6323.
- 1979 : I was made for dancing (vágatlan változat) / Save the last dance for me, RCA, PD 6327.
- 1979 : Cavallina Cavallo / Più su sempre più su, RCA, SS 3205, (csak Japánban forgalmazták).
- 1980 : Buone Vacanze / Ti amo uomo (RCA Italiana, BB 6449, 7")
- 1981 : Ska Skatenati / Disco Smack (Lupus, LUN 4917, 7")
- 1984 : Dolce Cappuccino / Baby Love
- 1987 : Muscolo Rosso / Avec Toi, SFC 17117-7 (készült Franciaországban, forgalmazták az Európai Unióban).
- 1987 : Muscolo Rosso / Russians, BOY-028-PRO (promóciós változat, újságírók számára, csak Spanyolországban forgalmazták).
- 1987 : Muscolo Rosso / Russians BOY-028 (csak Spanyolországban forgalmazták).
- 1989 : San Francisco Dance / Living in my Paradise / My Sexy Shop, Acv 5472 (képes DVD, korlátozott példányszámban adták ki).